# Chiesa di Nostra Signora di Lourdes e San Bernardo
La chiesa di Nostra Signora di Lourdes e San Bernardo - conosciuta però anche con il nome di chiesa di San Bernardino - è un edificio di culto di Genova. È situata in salita superiore San Rocchino e fa parte del vicariato di Castelletto. L'edificio è sede della casa madre dei frati cappuccini della Provincia Ligure.

## Storia e descrizione
Conosciuta anche con l'antico appellativo di San Bernardo di Peralto, per la sua posizione, secondo lo storico gesuita Luigi Persoglio potrebbe essere risalente già al XIII secolo con fondazione da parte dei monaci cistercensi; l'intitolazione verso Bernardo di Chiaravalle fu una delle prime in Liguria.
Appartenente al capitolo della cattedrale di San Lorenzo dal 6 novembre 1212, appartenenza che durò poco oltre il XVI secolo, sarà, secondo lo storico Federico Alizeri, il rettore don Enrico Dinegro a commissionare per la chiesa, nel 1303, il quadro raffigurante Maria Maddalena al pittore Tura di Siena.
Nel periodo medievale, tra il 1318 e il 1319, fu al centro degli scontri interni tra le fazioni guelfe e ghibelline e sarà per mano diretta del governo cittadino, nel 1417, che l'edificio subì i danni maggiori fino alla totale demolizione nel 1418. Riedificata, secondo alcune fonti con denaro pubblico, passò dai canonici di San Lorenzo ai monaci di San Bartolomeo degli Armeni con atto del 3 agosto 1538; seguì una nuova riedificazione da parte della nuova proprietà e cura dalla stessa fino al 1650.

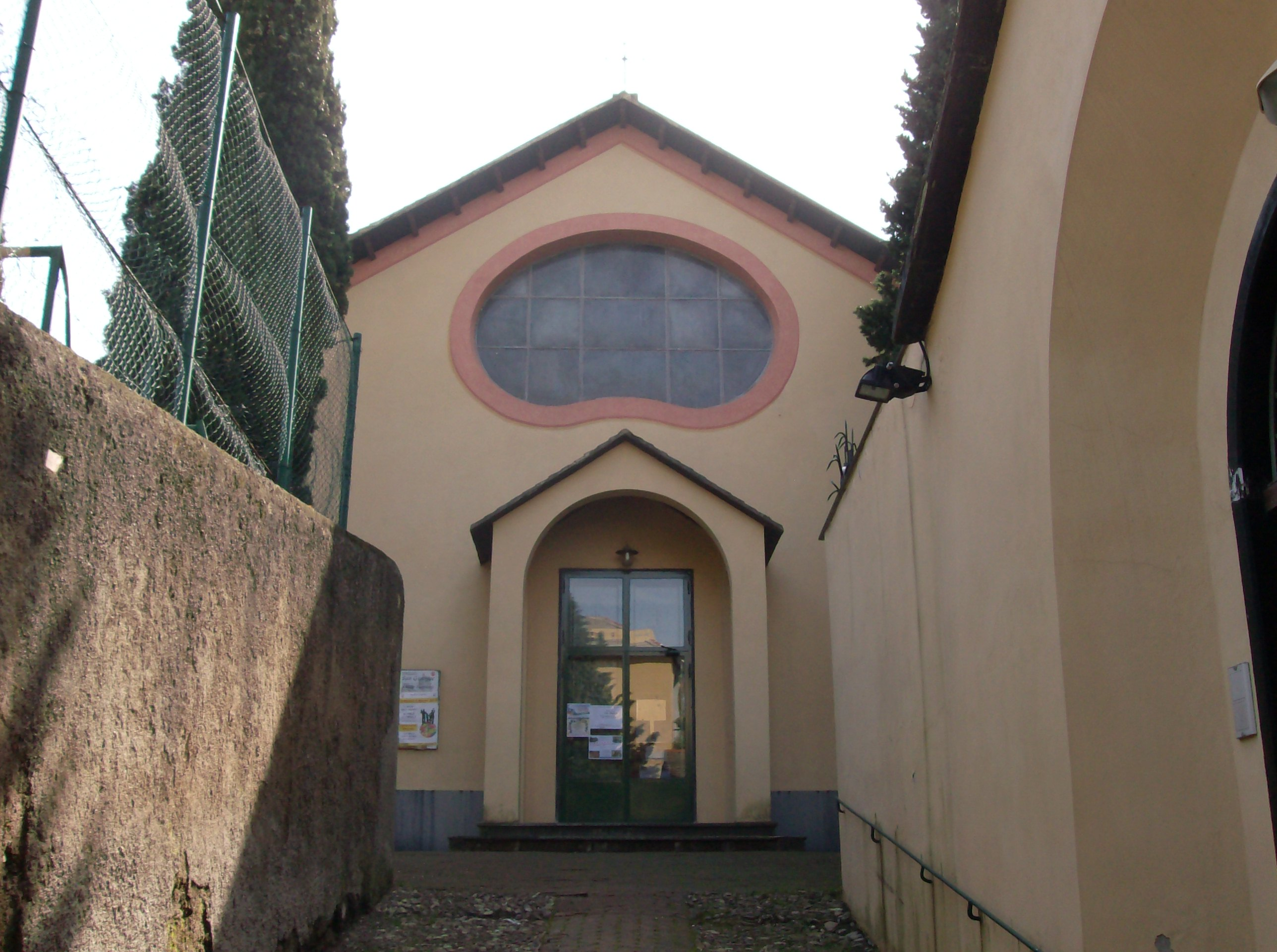
L'ingresso della chiesa

Tornata nei possedimenti dei canonici della cattedrale genovese fu concessa in perpetua locazione ai privati, dai Merello nel 1692 ai Sertorio nel 1756 fino all'ultimo proprietario, il principe Vittorio Centurione.
Nel 1875 il nuovo acquisto dei padri cappuccini, che lo acquisirono direttamente dal principe, portò ad una nuova rinascita della chiesa con restauri e nuovi ingrandimenti; con la costruzione dell'annesso convento l'intero edificio divenne la sede provinciale dei cappuccini. Riaperta al culto religioso dal 7 dicembre 1876 furono gli stessi frati ad avviare il culto religioso verso Nostra Signora di Lourdes, la prima chiesa di Genova con tale appellativo, con l'intitolazione dell'altare maggiore.
Al 1948, dopo i gravi danni del bombardamento durante la seconda guerra mondiale, risale il grande restauro e ampliamento dell'edificio per quattro metri nella parte anteriore, l'abbassamento del pavimento e il rifacimento del sagrato. La chiesa si presenta oggi con la divisione a tre navate e cinque altari. L'intitolazione a parrocchiale avverrà con il decreto arcivescovile del 14 luglio 1961 dell'arcivescovo cardinale Giuseppe Siri.
Al suo interno è conservata una statua di Angelo Marcerano raffigurante Nostra Signora di Lourdes.